# Ust-Labinsk
Ust-Labinsk - Усть-Лабинск (rus) - és una ciutat del krai de Krasnodar, a Rússia. Es troba a la vora dreta del riu Kuban, a la seva confluència amb el Labà. És a 56 km de Krasnodar.
La ciutat més propera és Korenovsk, a 35 km al nord-oest. A l'altra banda del riu hi ha Khatukai i Nàberejni, dues viles d'Adiguèsia.
Pertany a aquesta ciutat el khútor d'Argàtov.

## Història
Ust-Labinsk neix com a fortalesa el 1778 al nord del Caucas, a la conca del Kuban, que formava part de la línia defensiva Azov-Mozdok, i va rebre el nom d'Aleksàndrovski. El 1794 obtingué l'estatus de stanitsa amb el nom d'Ust-Labínskaia (literalment, boca del Labà).
El 1924 fou assignada capital del raion. Des del 1958 té estatus de ciutat i el seu nom actual.

## Demografia
| 1897  | 1959   | 1970   | 1979   | 1989   | 1996   | 2002   | 2008   | 2009   | 2010   | 2014   |
| ----- | ------ | ------ | ------ | ------ | ------ | ------ | ------ | ------ | ------ | ------ |
| 5 100 | 30 200 | 35 600 | 39 200 | 41 800 | 44 300 | 43 824 | 42 155 | 42 047 | 41 802 | 42 355 |